# Crkva sv. Mihovila u Gornjem Humcu
Crkva sv. Mihovila u selu Gornjem Humcu, općina Pučišća.

## Opis
Crkva sv. Mihovila jednobrodna je građevina s četvrtastom apsidom. Presvođena je bačvastim svodom, a na početku svoda je jednostavni zidni vijenac. Na pročelju sa strane ulaza su dva pilastra povezana lukom s krovićem na dvije vode. Iznad pročelja je zvonik na preslicu. Sagrađena je u oblicima kasne romanike 13. st.

## Zaštita
Pod oznakom Z-5878 zavedena je kao nepokretno kulturno dobro - pojedinačno, pravna statusa zaštićena kulturnog dobra, klasificirano kao "sakralna graditeljska baština".